# 孙雪玲
孙雪玲（英語：Sun Xueling，1979年7月10日—）， 是新加坡華裔商人与政治家。她是执政的人民行动党 (PAP) 的一名国会议员（白沙-榜鹅集选区 ）。

## 教育
她所就读的学府包括新加坡国立大学（荣获经济学学士）以及倫敦政治經濟學院（荣获国际政治经济学硕士）。

## 事业史
她于2003年加入星展銀行出任助理副总裁 。2007-2014年间出任德意志银行以及麥格理銀行的中国与香港区高级副总裁，之后她被董事会选为通商中国的总裁。

## 政治生涯
当选前是一名基层领袖，服务于女皇镇的波纳维斯达区。 她曾在国会提及关于妇女权力等课题, 并且也担任人民行动党妇女组副秘书。
于2015年9月11日获选白沙-榜鹅集选区（榜鹅西）议员。
于2018年5月出任内政部兼国家发展部高级政务次长。 

## 个人生活
她已婚，育有两名女儿，幼女名称为“会心”。